# Nedo Logli
Nedo Logli (Prato, Toscana, 23 de juliol de 1923 - Carmignano, 28 d'octubre de 2014) va ser un ciclista italià que fou professional entre 1945 i 1953. Va destacar com a velocista. Les principals victòries com a professional foren una etapa al Giro d'Itàlia de 1948, el Giro dell'Emilia del 1943 i els Tre Valli Varesine de 1949.

## Palmarès
- 1941
  - 1r al Giro del Casentino
- 1942
  - 1r a la Bolonya-Raticosa
  - 1r a la Coppa Giulio Burci
- 1943
  - 1r al Giro dell'Emilia
- 1946
  -  Campió d'Itàlia en ruta independent
  - 1r a la Coppa Placci
  - 1r al Gran Premi de la Indústria i el Comerç de Prato
- 1948
  - Vencedor d'una etapa al Giro d'Itàlia
- 1949
  - 1r al Tre Valli Varesine
- 1952
  - 1r al Gran Premi Ponte Valleceppi
  - Vencedor d'una etapa de la Volta a l'Argentina

### Resultats al Giro d'Itàlia
- 1946. Abandona
- 1948. 11è de la classificació general. Vencedor d'una etapa
- 1949. 9è de la classificació general
- 1950. Abandona
- 1951. 44è de la classificació general
- 1952. 50è de la classificació general